# Arnold Mühren
Arnold Mühren (* 2. Juni 1951 in Volendam) ist ein ehemaliger niederländischer Fußballspieler. Er spielte im Mittelfeld. Mühren ist einer der wenigen Spieler, die alle drei Europapokale gewinnen konnten. Heute ist er in der Fußballschule von Ajax Amsterdam als Nachwuchstrainer für Mittelfeldspieler tätig. 

## Karriere

### Verein
Mühren begann seine Profikarriere 1970 beim FC Volendam. Zur Folgesaison wurde er von Ajax Amsterdam verpflichtet, wo er sich schnell in das Starensemble um Johan Cruyff, Johan Neeskens und Arie Haan einfand. In den drei Jahren bei Ajax konnte Mühren fünf unterschiedliche nationale und internationale Titel gewinnen. Besonders erfolgreich war dabei das Jahr 1972, bei dem die Mannschaft Niederländischer Meister, Pokalsieger, Europapokalsieger der Landesmeister, UEFA-Super-Cup-Gewinner und Weltpokalsieger wurde. 1974 wechselte der Mittelfeldspieler zum Ligakonkurrenten Twente Enschede. Mit Enschede gewann er 1977 den "KNVB-Beker" (niederländischer Pokal). Ein Jahr später, 1978, ging er nach England zu Ipswich Town. Mit den Tractor Boys erreichte Mühren 1981 das Finale um den UEFA-Pokal, wo man den AZ Alkmaar mit 3:0 und 2:4 besiegen konnte. 1982 wechselte er zu Manchester United; 1985 kehrte er in seine Heimat zu Ajax Amsterdam zurück.

### Nationalmannschaft
Mühren stand bereits bei der Fußball-Weltmeisterschaft 1974 im Aufgebot der niederländischen Nationalmannschaft, kam aber nicht zum Einsatz. 1988 gehörte er mit 37 Jahren erneut zum Kader der Oranje Elftal. Mit der Nationalmannschaft gewann er den Europameistertitel bei der EM 1988 in Deutschland. Im Finale gegen die UdSSR gab Mühren die Vorlage für Marco van Basten, der mit einem fulminanten Volley das 2:0 schoss. Nach der Europameisterschaft beendete er seine aktive Karriere. Er spielte insgesamt 23-mal in Oranje.

## Trivia
Sein älterer Bruder Gerrie war ebenfalls Profi-Fußballer wie Robert, der Neffe der beiden. Der gleichnamige Bassist der niederländischen Popgruppe The Cats ist Mührens Cousin.

## Erfolge als Spieler

### Verein
- Niederländische Meisterschaft mit Ajax Amsterdam: 1971/72, 1972/73
- Niederländischer Pokal: 1971/72
- Europapokal der Landesmeister mit Ajax Amsterdam: 1971/72, 1972/73
- UEFA Super Cup mit Ajax Amsterdam: 1972
- Weltpokal mit Ajax Amsterdam: 1972
- KNVB-Pokal mit Twente Enschede: 1976/77
- Europapokal der Pokalsieger mit Ajax Amsterdam: 1987
- UEFA-Pokal mit Ipswich Town: 1980/81

### Mit der Nationalmannschaft
- Europameister 1988